# Супруны (Лебединский район)
Супруны (укр. Супруни) — село,
Великовысторопский сельский совет,
Лебединский район,
Сумская область,
Украина.
Код КОАТУУ — 5922982007. Население по переписи 2001 года составляло 10 человек .

## Географическое положение
Село Супруны находится на правом берегу реки Легань,
выше и ниже по течению примыкает село Великий Выстороп.